# الدوري الإماراتي للمحترفين
الدوري الإماراتي للمحترفين أو دوري أدنوك للمحترفين لأسباب الرعاية، هو القسم الأعلى لـكرة القدم في الإمارات العربية المتحدة، لُعِبت أول بطولة في موسم 1973-74 وكان أول فريق يحقق اللقب هو فريق الشارقة تحت اسم نادي العروبة سابقاً.
```
ويعتبر 
العين
 النادي الأكثر فوزاً في بطولات الدوري وبالرقم القياسي بتحقيقه 14 لقباً. ويتنافس أربعة عشر نادياً في الدوري ويعمل بنظام الصعود والهبوط مع 
دوري الدرجة الأولى
.
```

تُوج شباب الأهلي بلقب الدوري للمرة التاسعه في تاريخه موسم 2024-25.

## مسمى الدوري
تأسس الدوري في عام 1973 باسم الدوري الإماراتي لكرة القدم. وكان موسم 1973-74 هو الموسم الأول و«التجريبي» ولكن تم اعتماده رسميًا من الإتحاد الإماراتي لكرة القدم في عام 2001. في فبراير 2007، تأسست لجنة دوري المحترفين، وأصبحت الهيئة المنظمة للدوري، الذي تغيير مسماه إلى الدوري الإماراتي للمحترفين. وبدءا من موسم 2013-14 تم تغير الاسم إلى  دوري الخليج العربي  عندما تم تغيير مسمى الدوري تم اعتباره كإحياء ووفاء لـ الخلاف على اسم الخليج العربي ولكن إيران إتهمت الإمارات بالعنصرية، ورفض اتحاد إيران لكرة القدم انتقال جواد نكونام إلى نادي الشارقة. وفي الثامن من أغسطس 2021، وقعت رابطة المحترفين صفقة شراكة جديدة مع شركة بترول أبو ظبي الوطنية بقيمة 80 مليون درهم، اعتبارًا من بداية موسم 2021-22 ، تمت إعادة تسمية الدوري إلى دوري أدنوك للمحترفين.
| الاسم                  | الفترة      |
| ---------------------- | ----------- |
| دوري اتصالات للمحترفين | 2009 - 2013 |
| دوري الخليج العربي     | 2013 - 2021 |
| دوري أدنوك للمحترفين   | 2021 -      |

## التصنيف

### التصنيف
As of 28 May 2021
| Ranking | Ranking | Ranking | Member Association | Club Points | Club Points | Club Points | Club Points | Club Points | Points |
| 2021    | 2020    | Mvmt    | Member Association | 2018        | 2019        | 2020        | 2021        | Total       | Points |
| ------- | ------- | ------- | ------------------ | ----------- | ----------- | ----------- | ----------- | ----------- | ------ |
| 5       | 1       | -4      | الصين              | 16.200      | 17.350      | 0.000       | 0.300       | 33.850      | 69.365 |
| 6       | 6       | - —     | كوريا الجنوبية     | 18.350      | 13.600      | 0.000       | 0.300       | 32.250      | 66.086 |
| 7       | 8       | +1      | الإمارات           | 8.100       | 7.633       | 0.000       | 13.233      | 28.967      | 59.359 |
| 8       | 10      | +2      | اوزباكستان         | 9.400       | 9.000       | 0.000       | 6.600       | 25.000      | 51.230 |
| 9       | 7       | -2      | تايلاند            | 16.200      | 5.050       | 0.000       | 0.300       | 21.550      | 44.160 |

## القنوات الناقلة
| الدولة / المنطقة | القناة           |
| ---------------- | ---------------- |
| العالم العربي    | أبوظبي الرياضية  |
| العالم العربي    | دبي الرياضية     |
| العالم العربي    | الشارقة الرياضية |

## الأندية الحالية (2022-23)
| دوري أدنوك للمحترفين | دوري أدنوك للمحترفين | دوري أدنوك للمحترفين | دوري أدنوك للمحترفين     |
| النادي               | المدينة              | الإمارة              | الملعب                   |
| -------------------- | -------------------- | -------------------- | ------------------------ |
| اتحاد كلباء          | كلباء                | الشارقة              | ملعب اتحاد كلباء         |
| الإمارات             | رأس الخيمة           | رأس الخيمة           | ملعب نادي الإمارات       |
| البطائح              | البطائح              | الشارقة              | ملعب صقر بن محمد القاسمي |
| بني ياس              | أبوظبي               | أبو ظبي              | ملعب بني ياس             |
| الجزيرة              | أبوظبي               | أبو ظبي              | ستاد محمد بن زايد        |
| خورفكان              | خورفكان              | الشارقة              | ملعب صقر بن محمد القاسمي |
| دبا الفجيرة          | دبا الفجيرة          | الفجيرة              | ملعب نادي دبا الفجيرة    |
| الشارقة              | الشارقة              | الشارقة              | استاد الشارقة            |
| شباب الأهلي          | دبي                  | دبي                  | استاد راشد               |
| الظفرة               | مدينة زايد           | أبو ظبي              | ملعب حمدان بن زايد       |
| عجمان                | عجمان                | عجمان                | ملعب عجمان               |
| العروبة              | الفجيرة              | الفجيرة              | ملعب نادي الفجيرة        |
| العين                | العين                | أبو ظبي              | استاد هزاع بن زايد       |
| النصر                | دبي                  | دبي                  | ملعب آل مكتوم            |
| الوحدة               | أبوظبي               | أبو ظبي              | استاد آل نهيان           |
| الوصل                | دبي                  | دبي                  | استاد زعبيل              |

المصدر:كورة

## سجل الأبطال
المصدر:
| - 1973–74 الشارقة - 1974–75 الأهلي - 1975–76 الأهلي - 1976–77 العين - 1977–78 النصر - 1978–79 النصر - 1979–80 الأهلي - 1980–81 العين - 1981–82 الوصل - 1982–83 الوصل - 1983–84 العين - 1984–85 الوصل - 1985–86 النصر - 1986–87 الشارقة - 1987–88 الوصل - 1988–89 الشارقة - 1989–90 الشباب - 1990–91 ألغيت بسبب حرب الخليج الثانية - 1991–92 الوصل - 1992–93 الشباب | - 1993–94 الشارقة - 1994–95 العين - 1995–96 الشارقة - 1996–97 الوصل - 1997–98 العين - 1998–99 الوحدة - 1999–00 العين - 2000–01 الوحدة - 2001–02 العين - 2002–03 العين - 2003–04 العين - 2004–05 الوحدة - 2005–06 الأهلي - 2006–07 الوصل - 2007–08 الشباب - 2008–09 الأهلي - 2009–10 الوحدة - 2010–11 الجزيرة - 2011–12 العين - 2012–13 العين | - 2013–14 الأهلي - 2014–15 العين - 2015–16 الأهلي - 2016–17 الجزيرة - 2017–18 العين - 2018–19 الشارقة - 2019–20 لم تُستكمل بسبب جائحة كورونا - 2020–21 الجزيرة - 2021–22 العين - 2022–23 شباب الأهلي - 2023–24 الوصل - 2024–25 شباب الأهلي |

## إحصائيات النوادي

### أكثر الأندية تتويجًا
| النادي      | الألقاب | الوصيف | مواسم الفوز |
| ----------- | ------- | ------ | --- |
| العين       | 14      | 4      | 1976–77، 1980–81، 1983–84، 1992–93، 1997–98، 1999–2000، 2001–02، 2002–03، 2003–04، 2011–12، 2012–13، 15/2014، 2017- 18، 2021-22 |
| شباب الأهلي | 9       | 4      | 1974–75، 1975–76، 1979–80، 2005–06، 2008–09، 2013–14، 2015–16، 2022–23، 2024–25                                                 |
| الوصل       | 8       | 6      | 1981–82، 1982–83، 1984–85، 1987–88، 1991–92، 1996–97، 2006–07 2023-2024                                                         |
| الشارقة     | 6       | 12     | 1973–74، 1986–87، 1988–89، 1993–94، 1995–96 ، 2018-19                                                                           |
| الوحدة      | 4       | 4      | 1998–99، 2000–01، 2004–05، 2009–10                                                                                              |
| الجزيرة     | 3       | 4      | 2010–11، 2016–17، 2020–21 |
| النصر       | 3       | 3      | 1977–78، 1978–79، 1985–86 |
| الشباب      | 3       | 1      | 1989–90، 1994–95، 2007–08 |
| الشعب       | 0       | 2      | — |
| بني ياس     | 0       | 1      | — |

### حسب الإمارة
| الإمارة | الألقاب | الأندية الفائزة                                   |
| ------- | ------- | ------------------------------------------------- |
| دبي     | 23      | شباب الأهلي (9)، الوصل (8)، النصر (3)، الشباب (3) |
| أبوظبي  | 21      | العين (14)، الوحدة (4)، الجزيرة (3)               |
| الشارقة | 6       | الشارقة (6)                                       |

## إحصائيات اللاعبين

### الهدافين التاريخيين للبطولة

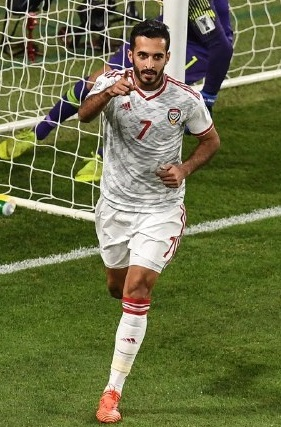
علي مبخوت الهداف التاريخي للدوري الإماراتي

| الترتيب | الجنسية                                             | الاسم                   | النادي                                 | المواسم                  | الأهداف | المشاركات |
| ------- | --------------------------------------------------- | ----------------------- | -------------------------------------- | ------------------------ | ------- | --------- |
| 1       | الإمارات العربية المتحدة                            | علي مبخوت               | الجزيرة النصر                          | 2009–2024 2024- إلى الآن | 220     | 256       |
| 2       | الإمارات العربية المتحدة                            | فهد خميس                | الوصل                                  | 1980–1997                | 175     | 230       |
| 3       | الإمارات العربية المتحدة                            | محمد عمر                | الوصل العين الجزيرة الظفرة النصر عجمان | 1992–2011                | 132     | 237       |
| 4       | الأرجنتين · الإمارات العربية المتحدة                | سباستيان تيغالي         | الوحدة النصر الشارقة                   | 2013–                    | 183     | 201       |
| 5       | الإمارات العربية المتحدة                            | عدنان الطلياني          | الشعب                                  | 1980–1999                | 133     | 232       |
| 6       | الإمارات العربية المتحدة                            | عبد العزيز محمد         | الشارقة                                | غ م–2002                 | 127     | غ م       |
| 7       | الإمارات العربية المتحدة · الإمارات العربية المتحدة | يوسف عتيق أحمد عبد الله | الأهلي العين                           | 1988–2002 1978–1995      | 117     | غ م       |

### الهدافين للبطولة في كل موسم
| الموسم    | اللاعب                           | النادي         | الأهداف |
| --------- | -------------------------------- | -------------- | ------- |
| 1974–75   | سهيل سالم                        | الأهلي         | 14      |
| 1975–76   | علي نواز بالوش                   | الوحدة         | 12      |
| 1976–77   | الفاضل سانتو                     | النصر          | 10      |
| 1977–78   | محيي الدين حبيتا                 | العين          | 20      |
| 1980–81   | كريم عبد الرازق                  | الإمارات       | 14      |
| 1981–82   | أحمد عبد الله                    | العين          | 12      |
| 1982–83   | كارلوس                           | النصر          | 12      |
| 1983–84   | أحمد عبد الله فهد خميس           | العين الوصل    | 20      |
| 1984–85   | فهد خميس عدنان الطلياني          | الوصل الشعب    | 14      |
| 1985–86   | محمد سالم                        | الوحدة         | 16      |
| 1986–87   | عدنان الطلياني خليل غانم         | الشعب الخليج   | 13      |
| 1987–88   | زهير بخيت                        | الوصل          | 25      |
| 1988–89   | فهد خميس                         | الوصل          | 14      |
| 1989–90   | حسين يسلم                        | بني ياس        | 16      |
| 1991–92   | يوسف عتيق                        | الأهلي         | 25      |
| 1992–93   | سيف سلطان                        | العين          | 20      |
| 1993–94   | عبد العزيز محمد                  | الشارقة        | 18      |
| 1994–95   | بدر جاسم                         | الوحدة         | 10      |
| 1995–96   | جاسم الدوخي                      | الشعب          | 10      |
| 1996–97   | بدر جاسم                         | الوحدة         | 11      |
| 1997–98   | علي ثاني جمعة                    | الشارقة        | 18      |
| 1998–99   | البوري لاه                       | الوحدة         | 29      |
| 1999–2000 | البوري لاه                       | الوحدة         | 18      |
| 2000–01   | محمد سالم العنزي                 | الوحدة         | 22      |
| 2001–02   | محمد سالم العنزي                 | الوحدة         | 22      |
| 2002–03   | كريستيان مونتيسينوس              | دبي            | 19      |
| 2003–04   | علي كريمي                        | الأهلي         | 14      |
| 2004–05   | فالدير فيلهو أندرسون دي كارفالهو | النصر الشارقة  | 23      |
| 2005–06   | أندرسون دي كارفالهو              | الشارقة        | 19      |
| 2006–07   | أندرسون دي كارفالهو              | الشارقة        | 19      |
| 2007–08   | فيصل خليل أندرسون دي كارفالهو    | الأهلي الشارقة | 16      |
| 2008–09   | فيرناندو بايانو                  | الجزيرة        | 25      |
| 2009–10   | خوسيه ساند                       | العين          | 24      |
| 2010–11   | أندريه سانغهور                   | بني ياس        | 18      |
| 2011–12   | أسامواه جيان                     | العين          | 22      |
| 2012–13   | أسامواه جيان                     | العين          | 31      |
| 2013–14   | أسامواه جيان                     | العين          | 29      |
| 2014ـــ15 | ميركو فوتشينيتش                  | الجزيرة        | 25      |
| 2015ـــ16 | سباستيان تيغالي                  | الوحدة         | 25      |
| 2016ـــ17 | علي مبخوت                        | الجزيرة        | 33      |
| 2017ـــ18 | ماركوس بيرغ                      | العين          | 25      |
| 2018ـــ19 | سباستيان تيغالي                  | الوحدة         | 27      |
| 2019ـــ20 | كودجو لابا                       | العين          | 19      |
| 2020ـــ21 | علي مبخوت                        | الجزيرة        | 25      |
| 22-2021   | كودجو لابا                       | العين          | 26      |
| 23-2022   | كودجو لابا                       | العين          | 28      |
| 24-2023   | عمر خريبين                       | الوحدة         | 18      |
| 25-2024   | كودجو لابا                       | العين          | 20      |

*يُذكر أن الهداف التاريخي للبطولة هو علي مبخوت.

## أبرز اللاعبين
أبرز النجوم الذين تواجدوا بالدوري.[بحاجة لمصدر]
| آسيا - علي دائي - مسعود شجاعي - إيمان مبعلي - جواد كاظميان - علي كريمي - فرهاد مجيدي - محمد رضا خلعتبري - حسن مظفر - محمد الشيبة - فوزي بشير - أحمد مبارك - مصطفى كريم - نشأت أكرم - ياسر القحطاني - محمد سالمين - لويس خيمينيز - أليكس بروسك - مارك برشيانو - بريت هولمان | أفريقيا - أمين الرباطي - رشيد داوودي - نبيل الداودي - سفيان العلودي - اندريه سنجاهور - أبوبكر سانجو - بونافينتور كالو - جورج ويا - جيمس ديباه - عبيدي بيليه - أسامواه جيان - إسماعيل بانغورا - حسني عبد ربه - حسام حسن - محمد أبوتريكة - محمد زيدان - شيكابالا - أشرف بن شرقي | أمريكا الجنوبية - أندرسون دي كار - بينغا - رافائيل سوبيس - ماغراو - ريكاردو أوليفيرا - ماركوس اسونساو - مارادونا (مدرب) - ماتياس ديلغادو - خوسيه ساند - خورخي فالديفيا - كارلوس فيلانويفا - كارلوس تينوريو | أوروبا - فيليب كوكو - فابيو كانافارو - خافيير يستي - داركو ميتروفيتش - غريغوري دوفرين - ميركو فوتشينيتش - ميروسلاف ستوتش |  |

## الأندية المدموجة
| الفريق الجديد   | الفرق المندمجة                         | السنة                                | الملاحظات                                                                                                 |
| --------------- | -------------------------------------- | ------------------------------------ | --- |
| الأهلي          | الوحدة - الشباب - النجاح               | 1970                                 | لا يوجد                                                                                                   |
| الشباب          | دبي (الخليج سابقاً) - العربي            | المرة الأولى 1958 المرة الثانية 1971 | تم دمج الأندية في 1971م                                                                                   |
| الوحدة          | أبوظبي - الإمارات                      | 3 يونيو 1974                         | * تأسس نادي أبوظبي بعد دمج أندية (الاتحاد - الوحدة) * تأسس نادي الأمارات بعد دمج أندية (الأهلي - الفلاح ) |
| الجزيرة         | الخالدية - البطين                      | 1974                                 | لا يوجد                                                                                                   |
| العين           | العين - التضامن                        | 1968                                 | الدمج في 1974م                                                                                            |
| شباب الأهلي دبي | الأهلي - الشباب - دبي                  | 16 مايو 2017                         | تأسس الأهلي بعد دمج (الشباب - الوحدة - النجاح )                                                           |
| الوصل           | الشعلة - العروبة - الزمالك             | 1960                                 | * الزمالك اسم نادي الوصل القديم * الدمج في 1974م                                                          |
| عجمان           | الشعلة - الناصر - الهلال               | 1974                                 | لا يوجد                                                                                                   |
| اتحاد كلباء     | الشعب - العروبة - الشباب - شباب الخليج | 1962                                 | * الشعب اسم النادي القديم * الدمج في 1971م                                                                |
| الشارقة         | * العروبة والخليج * الشارقة والشعب     | المرة الأولى 1966 المرة الثانية 2017 | اسم النادي القديم هو العروبة                                                                              |
| خورفكان         | اليرموك - خورفكان                      | 1980                                 | في عام 2017م تم تغير أسم النادي من الخليج إلى خورفكان                                                     |
| الفجيرة         | الفجيرة - التضامن                      | 1964                                 | * الدمج في عام 1968م * في عام 2006م تم تغير الاسم من أهلي فجيرة إلى الفجيرة                               |
| العروبة         | الوحدة - النجمة                        | 1972                                 | دوري الدرجة الأولى                                                                                        |
| الإمارات        | (الأهلي - الشعب - الاتحاد)             | المرة الأولى 1969 المرة الثانية 1985 | * في 1985م دمج ثلاث أندية وهم (القادسية - النسر - الطليعة) * في 2011م دمج نادي الإمارات مع رأس الخيمة     |

## الرعاة
أعلنت طيران الإمارات ولجنة دوري المحترفين عن إبرام اتفاقية شراكة بينهما لمدة ثلاث سنوات مقابل 25 مليون درهم تتضمن تسمية طيران الإمارات الشريك والناقل الرسمي للدوري

## روابط خارجية
- الدوري الإماراتي الفرق واللاعبين والمعلومات.
- الدوري الإماراتي / موقع كورة الفرق واللاعبين والمعلومات.